# Толкачёв, Константин Борисович
Константи́н Бори́сович Толкачёв (род. 1 марта 1953 года, Сталинск, РСФСР, СССР) — российский политический деятель. Председатель Государственного Собрания — Курултая Республики Башкортостан с 12 апреля 1999 года.

## Карьера
1970 — подручный сварщика труб на Кузнецком металлургическом комбинате.
1971—1973 — служба в рядах Советской Армии.
1977—1996 — занимал руководящие должности в системе Министерства внутренних дел Российской Федерации.
1996 — назначен начальником Уфимского юридического института МВД Российской Федерации.
1999 — депутат Государственного Собрания — Курултая Республики Башкортостан второго, третьего созывов, Председатель Государственного Собрания — Курултая Республики Башкортостан.
1999—2001 — член Комитета по конституционному законодательству Совета Федерации Федерального Собрания Российской Федерации.
Заместитель представителя Российской Федерации в Палате регионов Конгресса местных и региональных властей Европы.
Член Совета законодателей Российской Федерации.
Является председателем Комиссии по вопросам помилования при Президенте Республики Башкортостан, членом Президентского Совета Республики Башкортостан.
2009 — секретарь политсовета башкирского отделения «Единой России».
В 2013 году портал «Башмедиа» публиковал видеосюжет, снятый скрытой камерой. На нем человек, похожий на Арсена Нуриджанова, рассказал, что Толкачев якобы убил на охоте человека в Туймазинском районе.
На праймериз, проводившихся «Единой Россией» и ОНФ в Республике Башкортостан летом 2011 года, Толкачев занял 4-е место, таким образом, став одним из вероятных кандидатов в Государственную Думу на декабрьских выборах. На XII съезде «Единой России», прошедшем 23—24 сентября 2011 г., Толкачев, однако, в состав предвыборного списка не вошел, но был включен в состав Генерального совета «единороссов».
Бессмено возглавляет Курултай уже при третьем главе Башкортостана (М. Г. Рахимов, Р. З. Хамитов, Р. Ф. Хабиров).

## Награды и титулы
Награждён орденами Александра Невского (2019), Почёта, Дружбы (2013), «За заслуги перед Республикой Башкортостан», Салавата Юлаева, Петра Великого 1-й степени, Андропова, четырнадцатью медалями, именным оружием. Почетный сотрудник МВД Российской Федерации, заслуженный юрист Российской Федерации и Республики Башкортостан.
Является председателем Государственного Собрания — Курултая Республики Башкортостан. Член Всероссийской политической партии «Единая Россия». Генерал-майор внутренней службы в отставке. Доктор юридических наук, профессор, действительный член Академии юридических наук Российской Федерации. Автор более 300 научных работ.
29 декабря 2015 года Глава Республики Башкортостан Рустэм Хамитов вручил Константину Борисовичу Благодарность Президента Российской Федерации.